# Matei
Matei (węg. Szentmáté) – wieś w Rumunii, w okręgu Bistrița-Năsăud, w gminie Matei. W 2011 roku liczyła 733 mieszkańców.